# Guldtorget

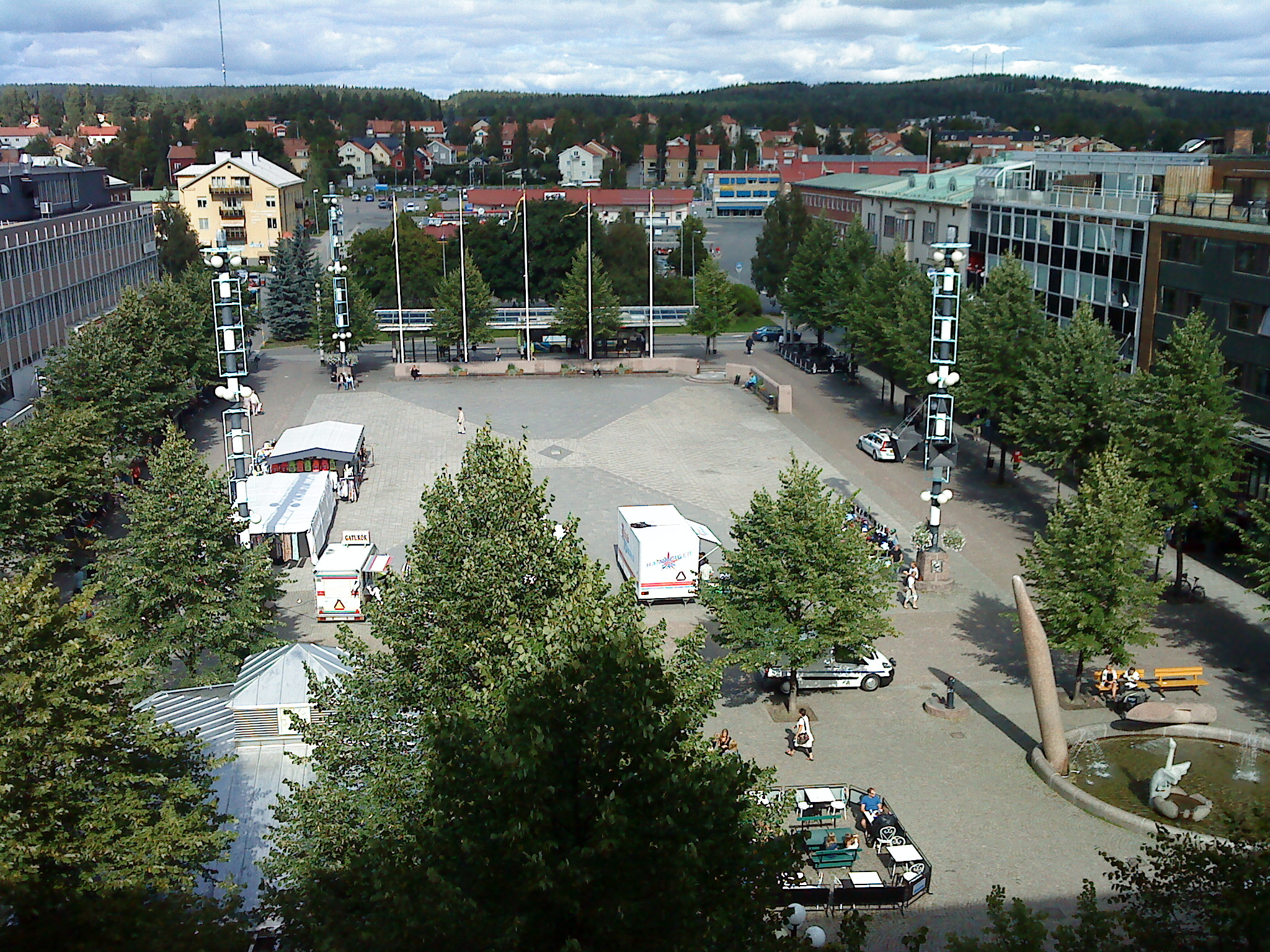
Guldtorget sett söderifrån från femte våningen på RiksCity-huset.

Guldtorget, även kallat Möjligheternas torg eller Torget, är det centrala torget i Skellefteå. Runt torget finns bland annat Sara kulturhus, Biostaden, Hotell Malmia, Åhléns, Citykompaniet och Vintergatan. På torget finns en snabbmatsrestaurang, fontänen Lyftet och ett Speakers' Corner.

## Historik

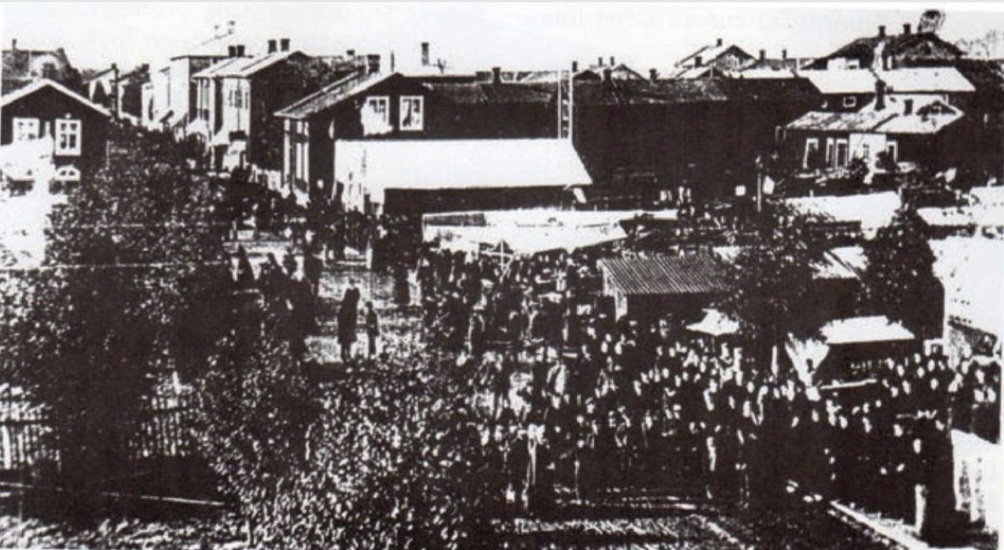
Torgplatsen innan den flyttades från nuvarande stadsparken.

Det första torget i Skellefteå, där handel och marknader hölls, låg i den gamla kyrkstaden (nuvarande Bonnstan). Efter att kyrkstaden brunnit 1835 flyttades handelsplatsen till nuvarande Nordanåparken. Där uppfördes handelsbodar och handel bedrevs här fram till att Skellefteå grundades 1845. Då beslöt man att flytta marknaden och torghandeln till ett mer centralt läge, nära älven och stadens kärna. Här bedrevs handel under drygt tre decennier. Under årens lopp kom dock denna plats (nuvarande Stadsparken) att förvandlas från torg till park och handlarna och köpmännen ansåg att de inte rymdes på grund av all grönska och lummighet och kravet på en ny torgplats växte.

## Dagens torg

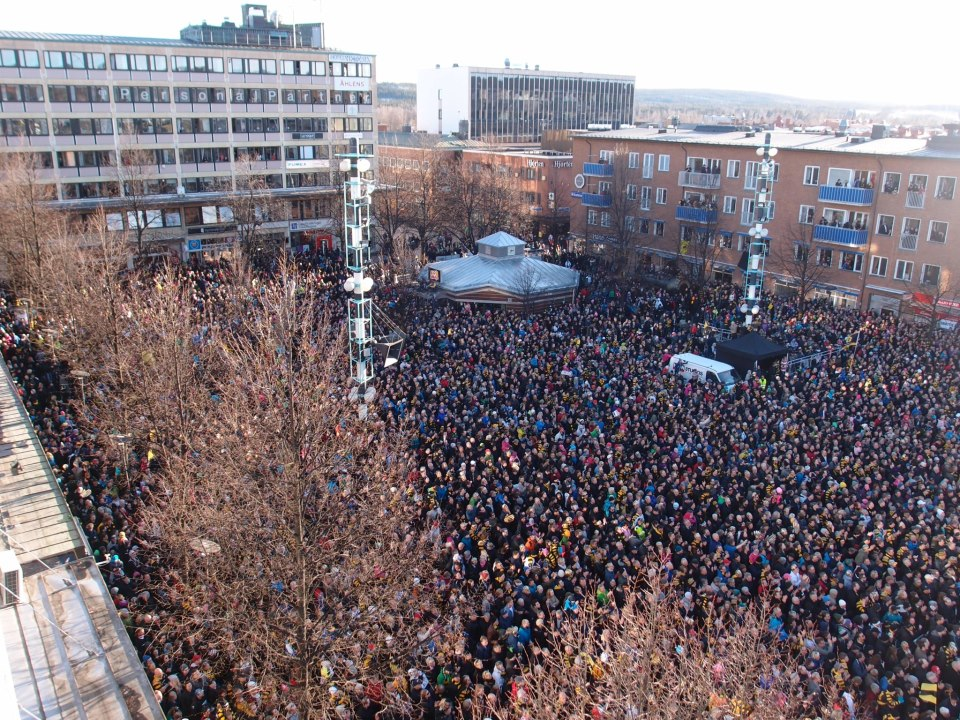
10 000 skelleftebor fyller torget när Skellefteå AIK vunnit SM 2013.

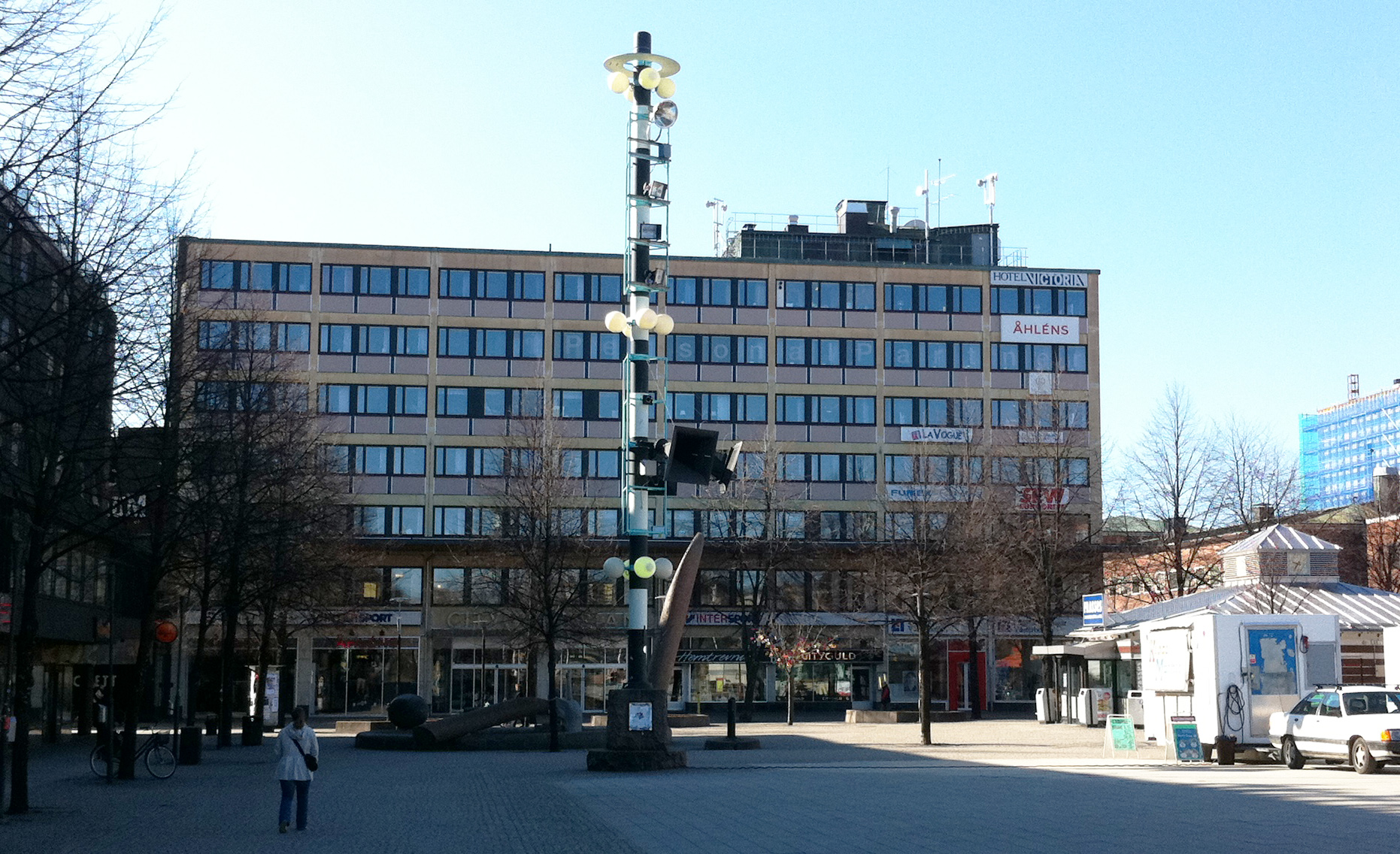
Rikscityhuset från 1959 beskylls ofta för att skugga torget.

År 1886 flyttades torgverksamheten från nuvarande stadsparken (se denna) till två överblivna tomter mellan Kanalgatan och Nygatan i centrala Skellefteå. Det kom dock att bli en trög start för torghandeln, och platsen kom användas framförallt som parkeringsplats för bilar och busshållplats under flera år. Sedan 1970 hade inriktningen varit att skapa ett trafikfritt torg, och 1980 beslöt kommunfullmäktige att stänga Trädgårdsgatan för biltrafik och flytta parkeringen. Kommunen beslöt 1986 att godkänna fortsatt arbete med ändrad utformning av torget som en gåmiljö. När trafiken slutligen förpassats från torget, har det långsamt och under ständiga krav på att fyllas av handel och evenemang successivt fyllts av tillfälliga anordningar; bänkar, lummig grönska och rabatter. Torget fick sin huvudsakliga nuvarande form 1988 av landskapsarkitekt Jan Räntfors på White arkitekter i Göteborg, efter förlaga 1986 av stadsarkitekt Göran Åberg. Torget var från åtminstone 1989 känt som Möjligheternas torg fram till den 21 juni 2022 då torget fick det officiella namnet Guldtorget.
Torgrummets mått är ungefär 60 x 110 meter mellan fasaderna, men den egentliga, öppna torgytan är cirka 50 x 35 meter. Detta kan jämföras med Hötorget i Stockholm, som är cirka 60 x 60 meter (70 x 90 mellan fasaderna). Torgets yta har formen av en platt pyramid – med en höjdskillnad på nästan en meter – och är gjord av plattor i ljus idefjordsgranit omgiven av en körbar stensatt yta i röd granit hämtad från Södra hamngatan i Skelleftehamn. För att understryka de svaga vecken i torgytan har sidorna olika ytbehandling och i dess mitt finns en rombisk yta av polerade stenar. Under den finns ett 20 tons betongfundament för att kunna resa julgranar, midsommarstänger "eller något tillfälligt intressant". I norr är torgytan avslutad med en mur i röd vångagranit.